# Condado de Longueville
O condado de Longueville foi um antigo feudo francesa detido por diversas personagens célebres. Em 1505 foi erigido em ducado de Longueville.
O título refere-se à localidade de Longueville-sur-Scie.

## Origens
O senhorio de Longueville, localizado na Normandia pertenceu originalmente a uma família Anglo-Normanda, a família Giffard. Guilherme Marshal, 1.º Conde de Pembroke, recebe metade do feudo (por direito da família de sua mulher), Isabel de Clare, filha de Ricardo FitzGilbert de Clare,  em 1191. O herdeiro da outra metade foi a Ricardo de Clare, 3.º Conde de Hertford.
Após 1204, Guilherme Marshal consegue conserver a sua parte , que em 1219 ainda pertencia à sua viúva, Isabel de Clare (apr. 1172-1220) e aos seus filhos. Pela morte de Isabel de Clare, o seu filho, Guilherme (II) Marshal, 2.º conde de Pembroke, cede ao seu filho mais novo, Ricardo Marshal, as terras na Normandia, nomeadamente as Longueville e de Orbec. Ricardo morre sem descendência, e o rei Luís IX de França apodera-se das suas terras.

### Alterações
Em 1305, o condado é atribuído pelo rei Filipe IV de França, o Belo, ao seu ministro Enguerrando de Marigny. O rei Filipe vem a falecer em 1314, e Luís X de França sucede-lhe recuperando o condado após o ministro do seu pai ter caído em desgraça.
Depois disso, é atribuído aos Condes de Évreux até à morte de Filipe de Navarra, irmão do rei Carlos II de Navarra, o Mau, em 1363.
A 27 de maio de 1364, o rei Carlos V de França atribui o condado a Bertrand du Guesclin.
Durante a guerra dos cem anos, o condado de Longueville foi ocupado em 1415 pelos ingleses e confiado a um seu aliado, Arquibaldo I de Grailly, Conde de Foix, que o transmitiu a seu filho Gastão. Mas, Henrique VI de Inglaterra acabou por tomá-lo. O título de Conde de Longueville foi atribuído a Arquibaldo, 5.º Conde de Douglas, morto em 1438 e, depois a seu filho, Guilherme, 6.º Conde de Douglas, morto em 1440, em agradecimento pela ajuda dada ao futuro Carlos VII de França pelo exército de socorro escocês chefiado por Arquibaldo, 4.º Conde de Douglas, morto na batalha de Verneuil (1424).

### Os Orleães-Longueville
Com a morte de Jaime, 9.º Conde de Douglas e 3.º Conde de Avondale, em 1488, o título foi reunido à coroa e, posteriormente, atribuído a João de Orleães, Conde de Dunois, o bastardo de Orleães. Os seus descendentes, enquanto ramo cadete da Casa Valois-Orleães, passam a ser conhecidos por Orleães-Longueville.
Em 1505 a baronia de Auffay é unida ao condado que é erigido em Ducado de Longueville em proveito de Francisco II de Orleães-Longueville, neto de João Dunois
Em 1537, o duque Francisco III de Orleães-Longueville herda o Condado Soberano de Neuchâtel, na Suíça, e os dois estados passam a ficam em união pessoal.
O título permaneceu na posse da Família Orleães-Longueville até 1694, data da morte de João Luís de Orleães-Longueville, o último varão desta casa.

## Lista de soberanos de Longueville
A lista exaustiva poderá ser consultada no artigo detalhado que incluí os Senhores, depois Condes e por fim Duques de Longueville desde o século XII até 1694, data da morte de João Luís de Orleães-Longueville, o último varão da Casa Orleães-Longueville.